# Tamcosroes
Tamcosroes (em grego: Ταμχοσρόης; romaniz.: Tamchosróēs) ou Tamcosro (em grego: Ταμχοσρώ; romaniz.: Tamchosrṓ; m. junho de 582), em persa Tamcosrau (Tamkhosrau) ou Tamcusro (Tamkhusro), foi um general persa ativo nas guerras bizantino-sassânidas do final do século VI. Como seu nome honorífico indica, foi homem altamente considerado entre os persas, e um dos generais mais importantes do xá Cosroes I (r. 531–579).

## Nome
Tam é um termo em persa médio que significa "forte". Osroes (em grego: Οσρόης, Osróēs) ou Cosroes (Χοσρόης, Chosróēs) é a variante grega e latina do parta e persa médio Cusrou (𐭇𐭅𐭎𐭓𐭅, Xusrōw) ou Cusrau (Xusraw), que por sua vez deriva do avéstico Haosraua (Haosrauuah), "aquele que tem boa fama". Foi registrado em armênio como Cosrove (Խոսրով, Xosrov), em árabe como Quisra (كسرى, Kisra) em persa novo como Cosrove (خسرو, Ḫosrow).

## Biografia

Fronteira bizantino-sassânida em 565

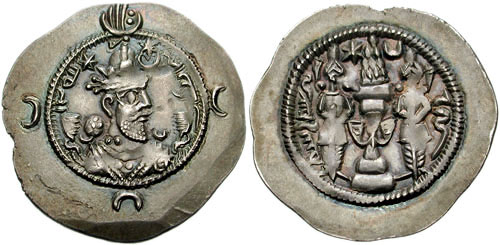
Dracma de r.

Aparece pela primeira vez no começo de 575. Uma trégua de 1 ano tinha sido negociada em 574, interrompendo a guerra em curso (desde 572) entre os Impérios Sassânida e Bizantino, enquanto negociações tomaram lugar para concluir uma trégua ainda maior. Enquanto os persas insistiam numa trégua de cinco anos, os emissários bizantinos se recusaram e insistiram um período de três anos. A fim de aplicar pressão nos bizantinos, o general persa Mebodes ordenou que Tamcosroes lançasse um ataque. Ele liderou um grande raide que saqueou o território no entorno de Dara no norte da Mesopotâmia. Uma trégua de três anos foi concluída logo após, em troca de um pagamento anual de 30 000 soldos pelos bizantinos.
Como resultado da trégua, a luta foi reorientada à Armênia; lá, os bizantinos tiveram considerável sucesso, expulsando uma grande invasão liderada por Cosroes I em 576 e assegurando grande parte do país. Parecia que termos ligeiramente favoráveis aos bizantinos seriam acordados em 577, quando Tamcosroes liderou uma série de expedições na Armênia. Segundo Sebeos, ele fez duas campanhas no país: uma em Bassiana, em Bolorapaque, onde se uniam os rios Murts e Araxes, e outra em Bagrauandena, em Ctni. Além disso, segundo Teofilacto Simocata, derrotou o general Justiniano. A partir daí, os persas não negociaram mais.
Tamcosroes permaneceu no país como comandante persa sênior em 578. Como suas forças eram numericamente inferiores às do mestre dos soldados da Armênia Maurício, após fintar na direção de Teodosiópolis, passou por Citarizo e saqueou as regiões no entorno de Martirópolis e Amida antes de retornar para casa através de Arzanena. Sua decisão, contudo, foi criticada pelos persas como resultado de inexperiência, e foi chamado de volta e substituído na Armênia por Varaz Vezur em 579.
Por 581, contudo, tinha subido ao posto de marzobã, e comandou o exército persa no norte da Armênia. Após outra rodada de paz para negociações, Tamcosroes, junto com Adarmanes, invadiu o território romano e dirigiu-se para a cidade de Constantina. Maurício, que estava esperando para um ataque, encontrou os persas em batalha fora da cidade em junho de 582. O exército persa sofreu uma pesada derrota, e Tamcosroes foi morto.